# Diferencial semántico
El diferencial semántico o prueba del diferencial semántico es un instrumento de evaluación psicológica creado por Charles Osgood. Este instrumento se sustenta en la teoría mediacional de dicho autor, de corte neoconductista.
Se plantea que un concepto adquiere significado cuando un signo (palabra) puede provocar la respuesta que está asociada al objeto que representa; es decir, se reacciona ante el objeto simbolizado.
El interés principal de Osgood y sus colaboradores es estudiar la estructura del significado, concluyendo que éste tiene tres dimensiones: evaluación, potencia y actividad.
La técnica se desarrolla proponiendo una lista de adjetivos al sujeto, que él ha de relacionar con los conceptos propuestos. Los adjetivos se presentan en forma bipolar, mediando entre ambos extremos una serie de valores intermedios. Por ejemplo se presenta el par "amplio" / "pequeño", separados por una especie de regla graduada en la que el sujeto debe marcar cómo ubica el concepto en relación con ambos polos.
No se contraponen conceptos del tipo "bueno/malo" ya que la escala de medición del diferencial semántico es no comparativa, por lo que se debe bipolarizar siempre las preguntas en torno al mismo concepto. La elección de adjetivos debe responder a algo que pueda ser medida de una manera objetiva.
Tanto los adjetivos como los conceptos están relacionados con la dimensión que se quiera medir.
La estructura es del siguiente modo:
| amplio | 1 | 2 | 3 | 4 | 5 | pequeño |

El sujeto marca donde corresponde, puntuándose así:
Se trata de una prueba semi-objetiva, pero no es un test, ya que se amolda a lo que el investigador quiera evaluar, por lo que no hay conceptos ni escalas tipificadas.